# Behonne
Behonne é uma comuna francesa na região administrativa de Grande Leste, no departamento de Meuse. Estende-se por uma área de 9,17 km². Em 2010 a comuna tinha 624 habitantes (densidade: 68 hab./km²).